# Lac Redon
El Lac Redon, també anomenat Estanh Redon, és un estany d'origen glacial situat a 2.234 m d'altitud, a la capçalera de la Noguera Ribagorçana, tot i que per causes històriques forma part de la Vall d'Aran. Té una superfície molt gran, 24 ha, i amb 73 m és l'estany més profund dels Pirineus Catalans que no ha sofert alteracions per l'explotació hidroelèctrica. La conca és relativament reduïda (154 ha), vista la superfície de l'estany, i està orientada a migdia. Els punts més alts de la conca son el tuc de Serraera a l'est (2.645 m) i el Tuc deth Pòrt de Vielha (2.606 m) a l'oest, units per la Sèrra de Fontfreda.
La vegetació de la conca està composta per gespets (prats de Festuca eskia) i per prats de Carex curvula. És un estany ultra-oligotròfic i es troba per sobre el nivell del bosc. La vegetació aquàtica es redueix a la presència de la caràcia Nitella sp. i diverses molses.
La fauna de l'estany conté dues espècies de peixos introduïdes, la truita comuna (Salmo trutta) i el barb roig (Phoxinus phoxinus), aquest darrer introduït molt recentment.
Aquest estany té a favor seu que ha estat l'estany més estudiat de tots els Pirineus, gràcies a la proximitat al Centre de Recerca d'Alta Muntanya de la Universitat de Barcelona. Molts dels treballs han estat d'interès general per a la limnologia, com la presència d'activitat microbiològica en la coberta de neu i gel o les estratègies de vida dels crustacis del plàncton. Actualment s'hi realitzen estudis integrats en projectes europeus que utilitzen els estanys com a sensors de canvis ambientals i climàtics, i forma part d'una xarxa de localitats d'estudi que va de Rússia a Portugal i de Noruega a Sierra Nevada.
El seu estat ecològic és Bo, segons la classificació de la Directiva Marc de l'Aigua. Està actualment inclòs dintre de la zona d'Aigüestortes de Xarxa Natura 2000.